# Salamis Glory
Die Salamis Glory war ein Kreuzfahrtschiff der zypriotischen Reederei Salamis Cruise Lines, das 1962 als Anna Nery für den Passagierdienst von Manus nach Buenos Aires gebaut wurde. Sie stand bis 2009 im Einsatz und wurde 2010 im indischen Alang abgewrackt.

## Dienstzeit

### Als Passagierschiff
Die Anna Nery wurde 1960 als eines von zwei Schwesterschiffen von der Companhia de Navegacao Costeira bestellt und bei der Werft Brodogradiliste Uljanik in Pula gebaut. Das Schiff lief am 5. November 1961 vom Stapel und wurde am 27. August 1962 auf der Strecke von Manus nach Buenos Aires in Dienst gestellt. Neben dem Liniendienst wurde die Anna Nery in den Sommermonaten auch für Kreuzfahrten eingesetzt. Ihr Schwesterschiff war die ebenfalls 1962 in Dienst gestellte, 1998 abgewrackte Rosa da Fonseca.
Nach gut einem Jahr im Dienst ereignete sich das erste große Unglück in der Dienstzeit des Schiffes, als es am 13. Oktober 1963 mit dem brasilianischen Tanker Presidente Deodoro kollidierte. Zwei Besatzungsmitglieder des Tankers kamen dabei ums Leben. Das Heck der Anna Nery wurde bei der Kollision schwer beschädigt. Dennoch konnte das Schiff auf eigener Kraft in den Hafen zurückfahren. Im Herbst 1964 kehrte die Anna Nery in den Dienst zurück. 1978 wurde das Schiff ausgemustert, nachdem der Liniendienst unrentabel geworden war.

### Als Kreuzfahrtschiff

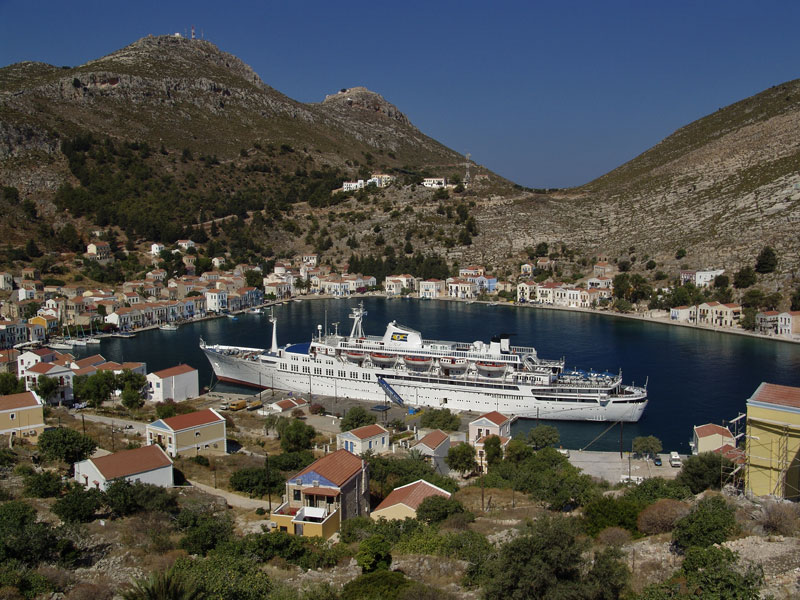
Als Salamis Glory in Kastelorizo, Juli 2004

Nach der Ausmusterung wurde das Schiff an Kavounides Lines verkauft und zum Kreuzfahrtschiff umgebaut. Es wurde zu diesem Zweck in Danaos umbenannt. Noch im selben Jahr erhielt es den Namen Constellation, ohne jedoch wieder in Fahrt zu kommen. Erst nach einem weiteren Umbau von November 1981 bis Mai 1982 stand es ab Juni 1982 das Schiff für den US-amerikanischen Markt im Einsatz. 1986 wurde die Constellation aufgelegt, nachdem Kavounides Lines Insolvenz anmelden musste.
In den kommenden Jahren wechselte das Schiff mehrfach den Besitzer, wurde jedoch nicht wieder in Dienst gebracht. 1992 ging es als Regent Spirit an Regency Cruises und kam im Januar 1993 zunächst für Casino-Kreuzfahrten ab Singapur zum Einsatz. Seit November 1993 wurde das Schiff für Kreuzfahrten in der Karibik eingesetzt. Im Herbst 1995 meldete jedoch auch Regency Cruises Insolvenz an. Die Regent Spirit wurde daher im Oktober 1995 aufgrund offener Forderungen in Nizza arretiert.
Neuer Eigner des Schiffes wurde 1996 die Salamis Cruise Line, die es in Salamis Glory umbenennen ließ. Seit Mai 1996 stand es für Kurzkreuzfahrten im Mittelmeer im Einsatz. 2000 wurde die Salamis Glory modernisiert.
Am 30. August 2007 kollidierte Die Salamis Glory vor Haifa mit dem kleinen Frachter Shelly, der daraufhin in zwei Teile brach und versank. Zwei Besatzungsmitglieder des Frachters kamen dabei ums Leben. Am Bug der Salamis Glory gab es nur leichte Beschädigungen.
Die Salamis Glory befand sich bis zuletzt in einem guten Zustand, musste aber aufgrund neuer Sicherheitsvorschriften entweder großzügig umgebaut oder ausgemustert werden. Salamis Cruises entschied sich auf Grund des hohen Alters der Salamis Glory für letzteres. Im Dezember 2009 wurde das Schiff nach 47 Dienstjahren zum Abbruch nach Alang verkauft, wo es am 24. Dezember 2009 unter dem Überführungsnamen Glory eintraf. Die Abwrackarbeiten begannen im Frühjahr 2010.

## Ausstattung
Die Salamis Glory besaß ein großes Hauptrestaurant, ein Casino, zwei Lounges, einen Duty-free-Shop, eine Bar sowie mehrere große Freidecks mit einem Pool und Liegemöglichkeiten. Das Schiff konnte 480 Passagiere befördern.